# Estação Concha Espina

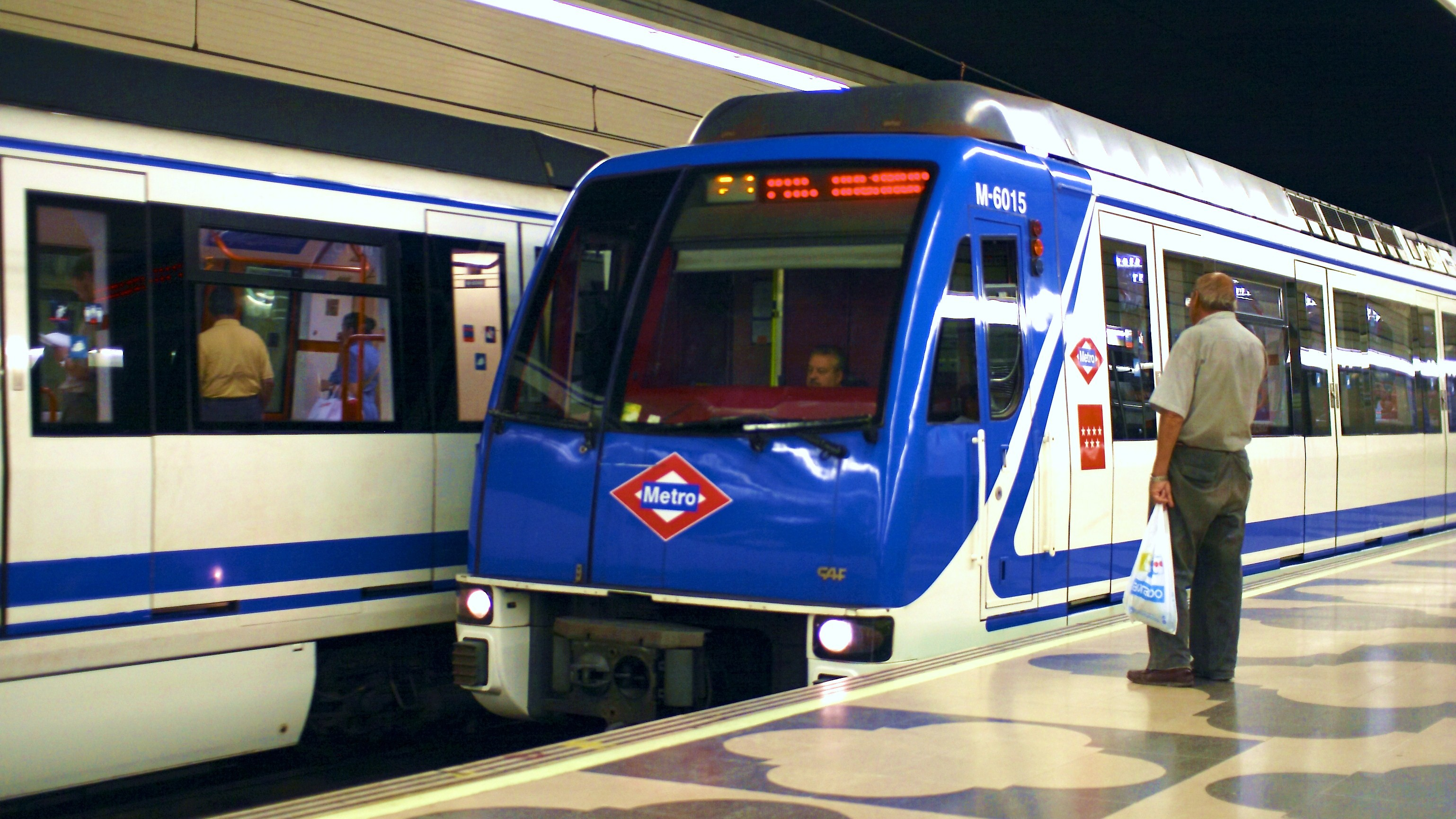
Plataforma de acesso aos trens. Estação de Concha Espina, Linha 9.

Concha Espina é uma estação da Linha 9 do Metro de Madrid.